# Cratere di Tabun-Khara-Obo
Il cratere di Tabun-Khara-Obo è un cratere meteoritico situato nella parte orientale del Deserto del Gobi nella Provincia del Dornogov' (parte sud-orientale della Mongolia) a circa 95 km a S.S.O. di Sajnšand : le coordinate del centro del cratere sono 44° 17’ 50” N, 109° 39’ 20” E . Il cratere si è formato su un terreno costituito da rocce proterozoiche risalenti ad oltre 600 milioni di anni fa . Il cratere è esposto in superficie: la struttura è stata proposta come probabile cratere meteoritico negli anni 60 , la sua origine meteorica è stata confermata nel 1976 . La struttura, oltre che col nome Tabun-Khara-Obo è conosciuta anche come TKO (iniziali di  Tabun-Khara-Obo) , come Tavan Khar Ovoo  e come struttura d'impatto di Bayankhur .

## Dimensioni
Il cratere ha un diametro di 1,3 km, il suo bordo sovrasta di 20-30 metri la superficie del cratere, che ricopre  il fondo originario del cratere con depositi lacustri che raggiungono uno spessore fino a 171 metri: questi depositi sono la testimonianza che dopo la sua formazione il cratere ha ospitato un lago .

## Età
L'età dell'impatto è stimata in 150 ± 20 milioni di anni (Giurassico medio - Cretacico inferiore) , ossia tra i 130-170 milioni di anni: questa età deriva dal ritrovamento in sedimenti del Cretacico inferiore di cristalli di quarzo deformato da altissime pressioni istantanee tipiche degli impatti meteoritici .

## Corpo originatore ed ejecta
Non si conosce il tipo di meteoroide che ha dato origine al cratere, questo perché non sono stati ancora rinvenuti suoi frammenti . Non sono stati rinvenuti ejecta . Sono state rilevate fratture a cuneo (shatter cones in inglese) in scisti a quarzo-feldspato prelevati dal bordo orientale del cratere .